# Târgu Cărbunești
Târgu Cărbunești este un oraș în județul Gorj, Oltenia, România, format din localitatea componentă Târgu Cărbunești (reședința), și din satele Blahnița de Jos, Cărbunești-Sat, Cojani, Crețești, Curteana, Floreșteni, Măceșu, Pojogeni, Rogojeni și Ștefănești.

## Istoric
Târgu Cărbunești se numea mai demult Târgu Gilort, fiind atestat documentar din anul 1480. După 1500, până la începutul secolului al XX-lea, localitatea s-a numit Petrești sau Petreștii de Sus.
Are o populație de 8.034 locuitori.
Este situat în sud estul județului, industria fiind axată pe produse de utilizare locală: panificație, industrie forestieră, ateliere textile, prelucrarea produselor animaliere. Lipsa investițiilor străine este una dintre problemele acestei localități. Disponibilizările repetate au dus la încetarea activității multor societăți. Actualmente, aici mai funcționează Spitalul, Unitățile militare, Judecătoria și câteva mici societăți. Deși are o așezare plăcută, orașul este ocolit de investitori. Recent, la nivelul localității a fost reabilitată Casa de Cultură a orașului, administrația locală investind aici 700 milioane de lei vechi. Acesta este ultimul eveniment notabil petrecut la nivelul acestei mici comunități.
În ultimul timp în Târgu Cărbunești s-au făcut modificări importante.
S-a băgat apă în regim non-stop, s-a modernizat orașul, s-au refăcut trotuarele și bordurile.
Investitorii au început să vină, primul important ar fi cunoscutul om de afaceri Irinel Columbeanu care va produce la Cărbunești asfaltul Columbenița.
La Cărbunești există un important Centru pentru reintegrarea copiilor cu handicap ușor, fondat de Ducele și Ducesa de Luxemburg împreună cu Guvernul României.
În 2013, aici s-a inaugurat cel mai mare parc fotovoltaic din țară, cu o suprafață de circa 50 de hectare.
Orașul este un important centru cultural. Muzeul Tudor Arghezi poate oferi vizitatorilor prilejul de a cunoaște mai bine ceea ce l-a reprezentat pe poetul Tudor Arghezi.
De asemenea, în fiecare an se desfășoară aici festivaluri folclorice precum „Gena Bîrsan” și „Maria Lătărețu”.

## Personalități născute aici
- Nicolae Novac (1913 - 1979), lăutar, dirijorul orchestrei Taraful Gorjului în perioada 1949 - 1962;
- Eugenia Bîrsan (n. 1916 - d. 1962), lăutăreasă din Cărbuneștii Gorjului anilor '50 - '60;
- George Uscătescu (n. 1919 - d. 1995), filosof, estetician și sociolog, membru de onoare din străinătate al Academiei Române;
- Gabriel Chaborschi (1924 - 1990), muzician;
- Constantin Pițigoi (n. 1933 - d. 2010), violonist și lăutar, fost membru al orchestrelor Gilortul, Doina Gorjului și Altița;
- Gheorghe Vlăduțescu (n. 1937), filozof, membru al Academiei Române;
- Radu Pietreanu (n. 1964), actor, scriitor și fost membru fondator al grupului de umor Vacanța Mare;
- Luminița Gogîrlea (n. 1971), atletă.
- Ion Drăgan (n. 1972), interpret de muzică populară din Oltenia.

## Demografie
Componența etnică a orașului Târgu Cărbunești
     Români (86,84%)
     Romi (5,44%)
     Alte etnii (0,28%)
     Necunoscută (7,44%)
Componența confesională a orașului Târgu Cărbunești
     Ortodocși (91,27%)
     Alte religii (0,79%)
     Necunoscută (7,94%)
Conform recensământului efectuat în 2021, populația orașului Târgu Cărbunești se ridică la 7.616 locuitori, în scădere față de recensământul anterior din 2011, când fuseseră înregistrați 8.034 de locuitori. Majoritatea locuitorilor sunt români (86,84%), cu o minoritate de romi (5,44%), iar pentru 7,44% nu se cunoaște apartenența etnică. Din punct de vedere confesional, majoritatea locuitorilor sunt ortodocși (91,27%), iar pentru 7,94% nu se cunoaște apartenența confesională.
0200040006000800010.0001977199220022011populațiePopulația istorică din Târgu Cărbunești
Date: Recensăminte sau birourile de statistică - grafică realizată de Wikipedia

## Politică și administrație
Orașul Târgu Cărbunești este administrat de un primar și un consiliu local compus din 15 consilieri. Primarul, Dănuț Birău[*], de la Partidul Social Democrat, este în funcție din 2016. Începând cu alegerile locale din 2024, consiliul local are următoarea componență pe partide politice:
|  | Partid                          | Consilieri | Componența Consiliului | Componența Consiliului | Componența Consiliului | Componența Consiliului | Componența Consiliului | Componența Consiliului | Componența Consiliului | Componența Consiliului | Componența Consiliului | Componența Consiliului | Componența Consiliului |
|  | ------------------------------- | ---------- | ---------------------- | ---------------------- | ---------------------- | ---------------------- | ---------------------- | ---------------------- | ---------------------- | ---------------------- | ---------------------- | ---------------------- | ---------------------- |
|  | Partidul Social Democrat        | 11         |                        |                        |                        |                        |                        |                        |                        |                        |                        |                        |                        |
|  | Partidul Național Liberal       | 3          |                        |                        |                        |                        |                        |                        |                        |                        |                        |                        |                        |
|  | Alianța pentru Unirea Românilor | 1          |                        |                        |                        |                        |                        |                        |                        |                        |                        |                        |                        |

## Imagini

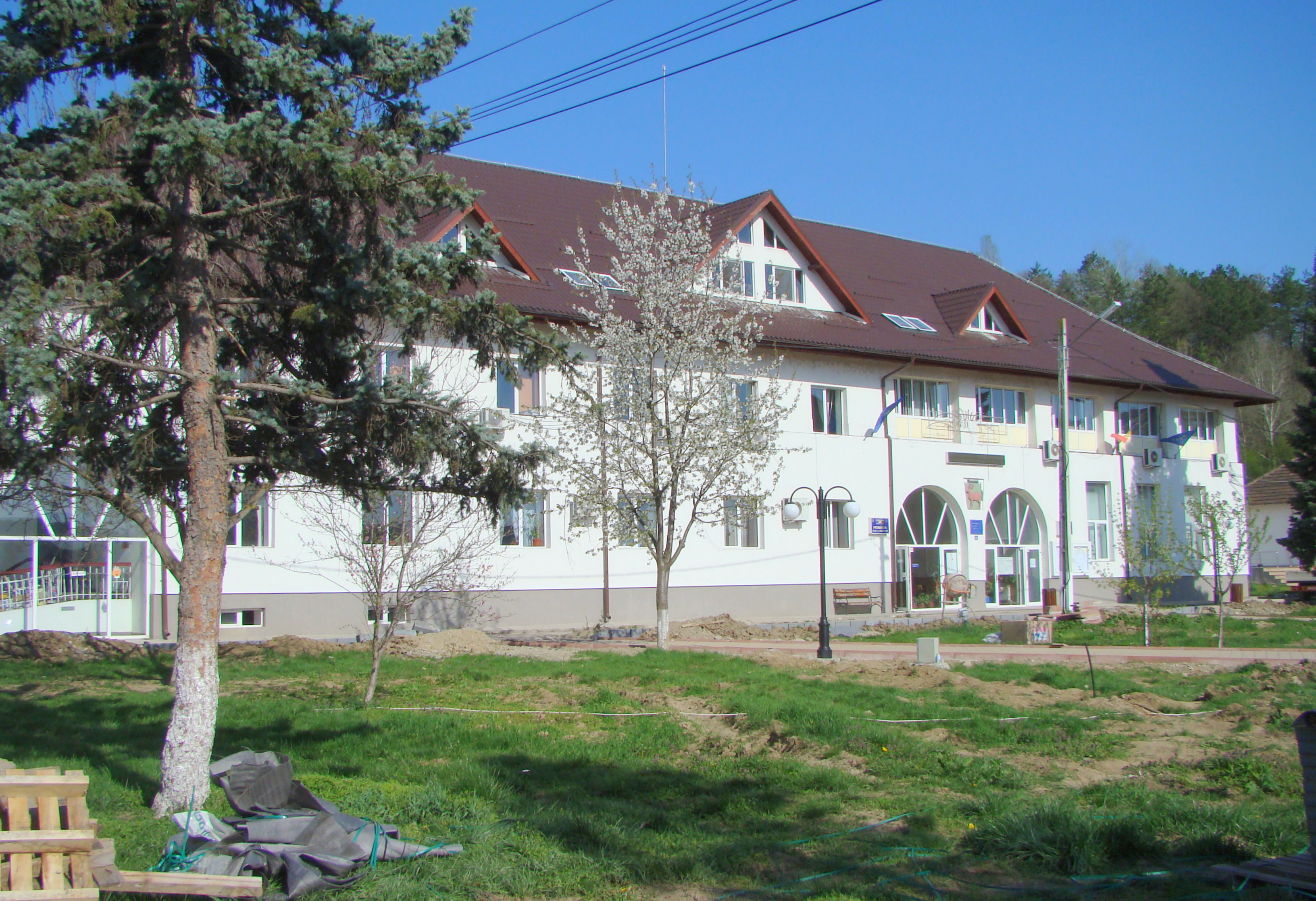
Primăria
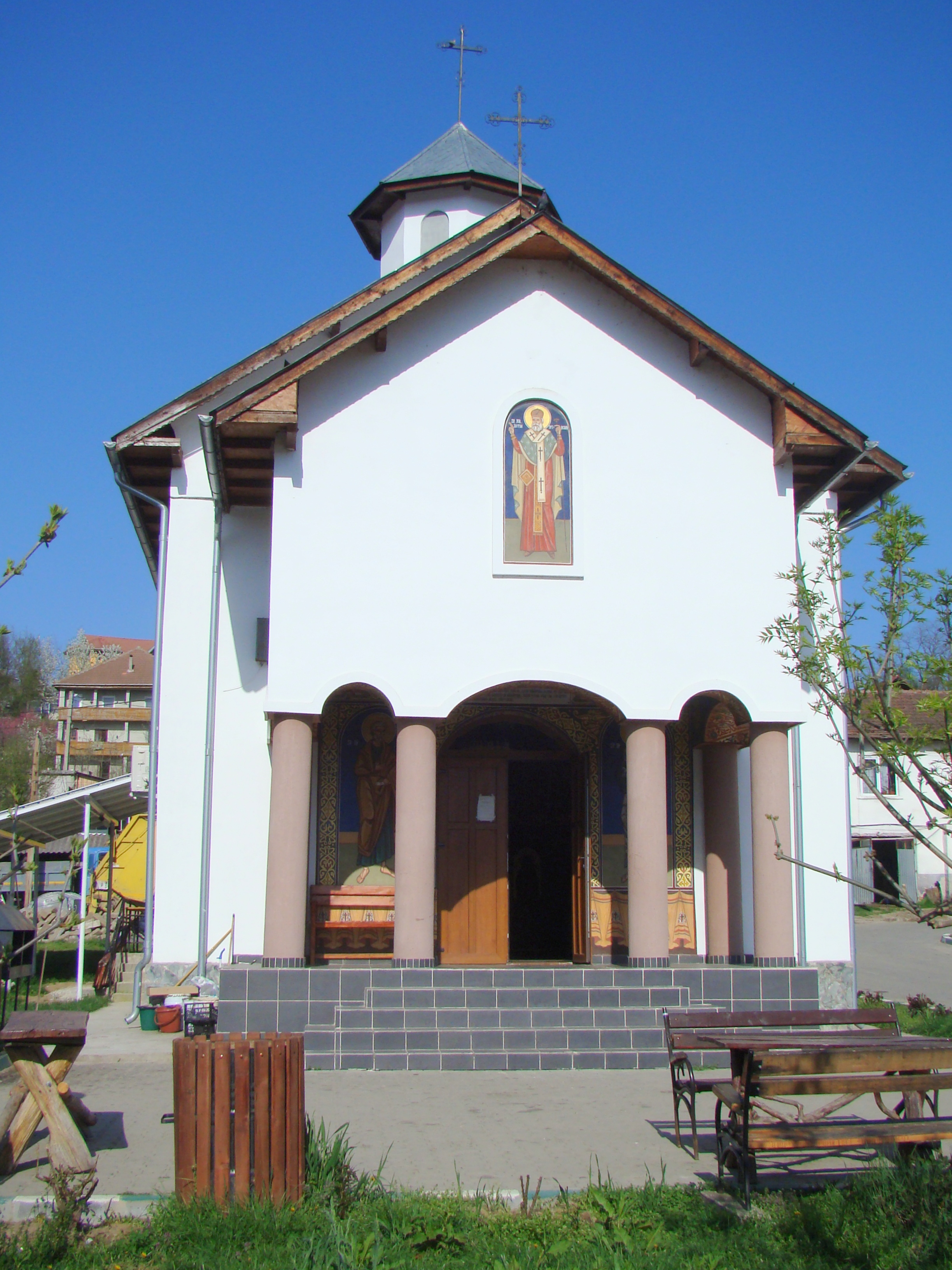
Biserica cu hramul „Sfântul Antim Ivireanul”
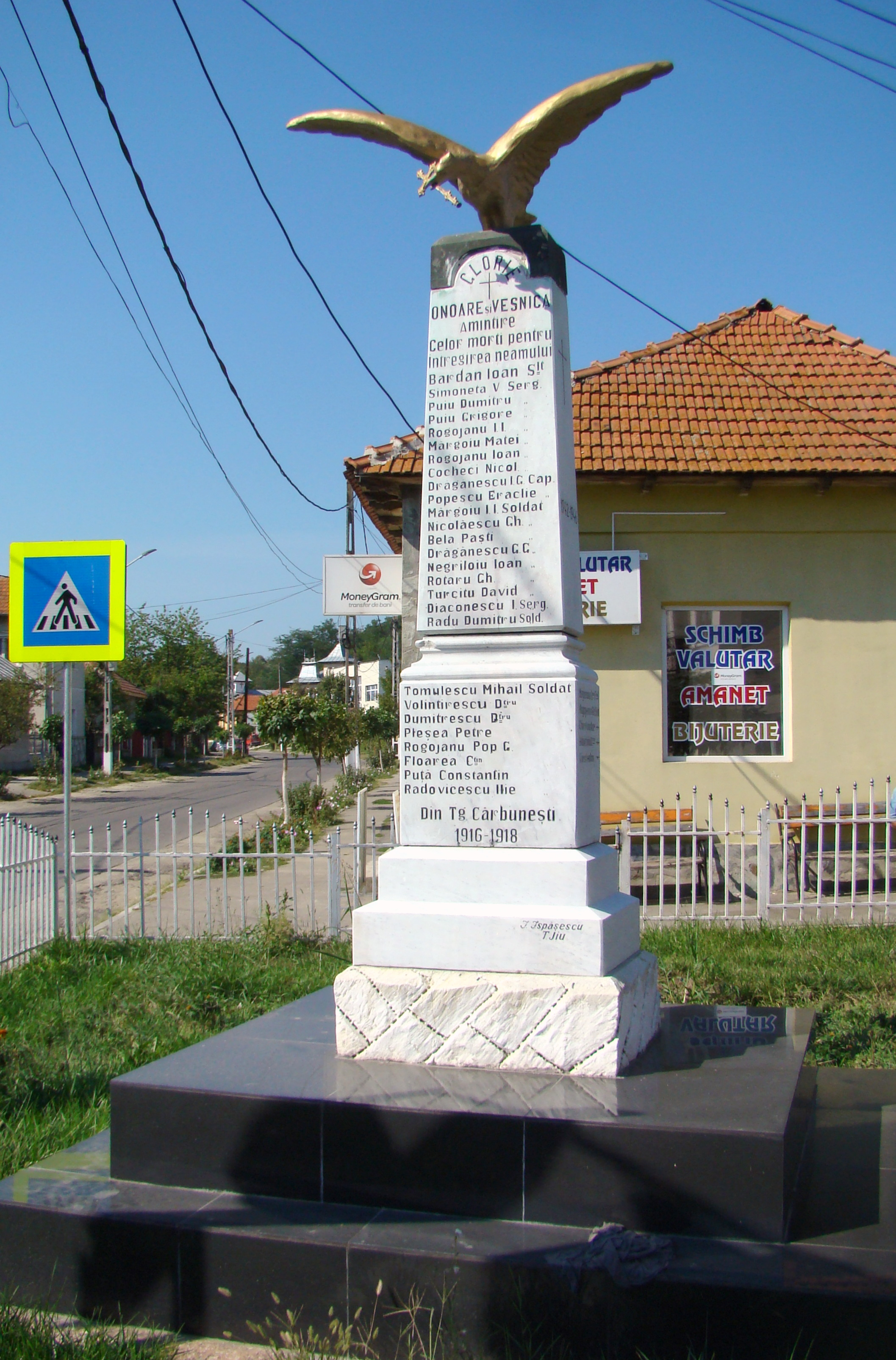
Monumentul eroilor
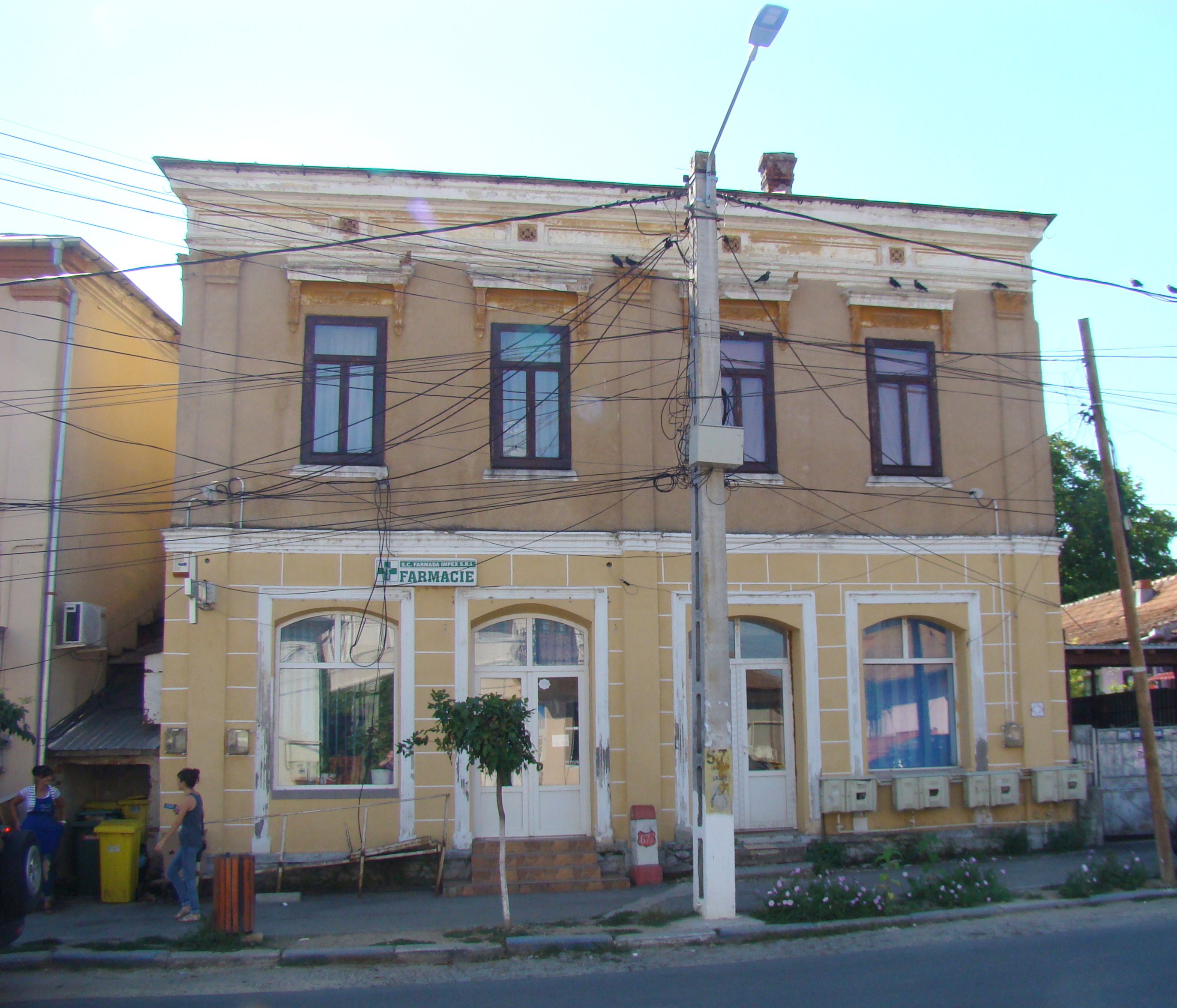
Casă, monument istoric, strada Trandafirilor
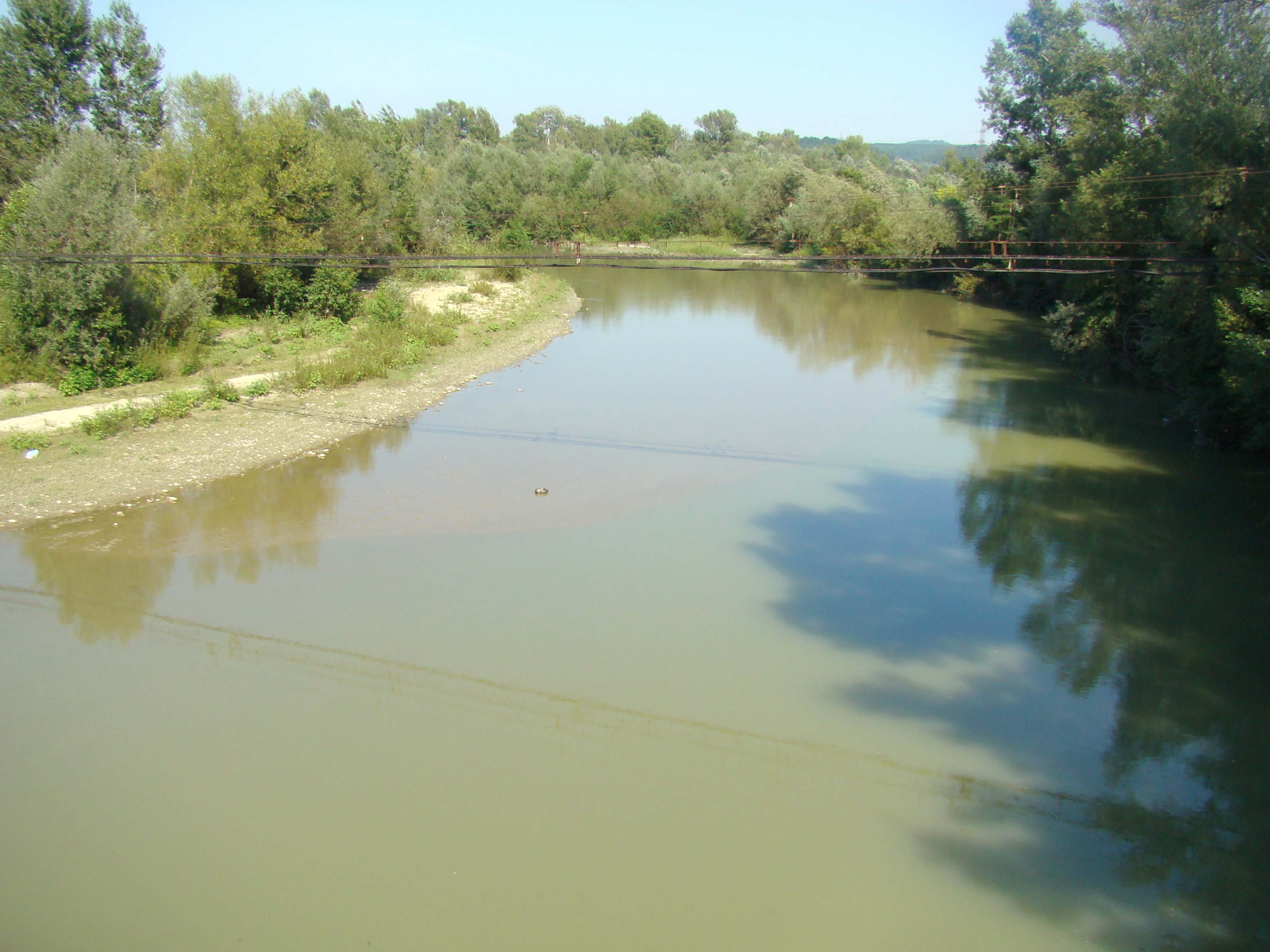
Râul Gilort la Târgu Cărbuneşti
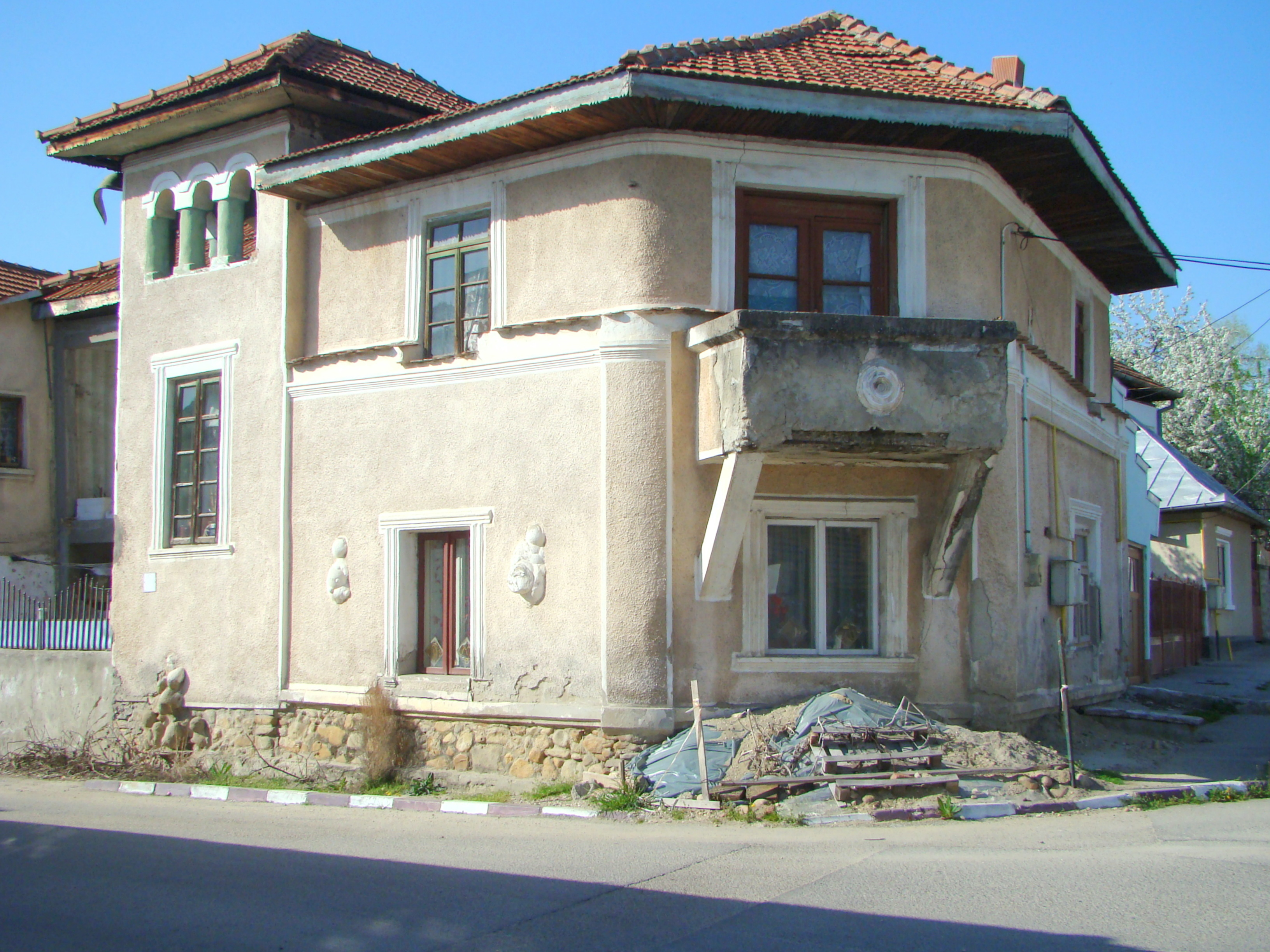
Casă, monument istoric, strada Gilort
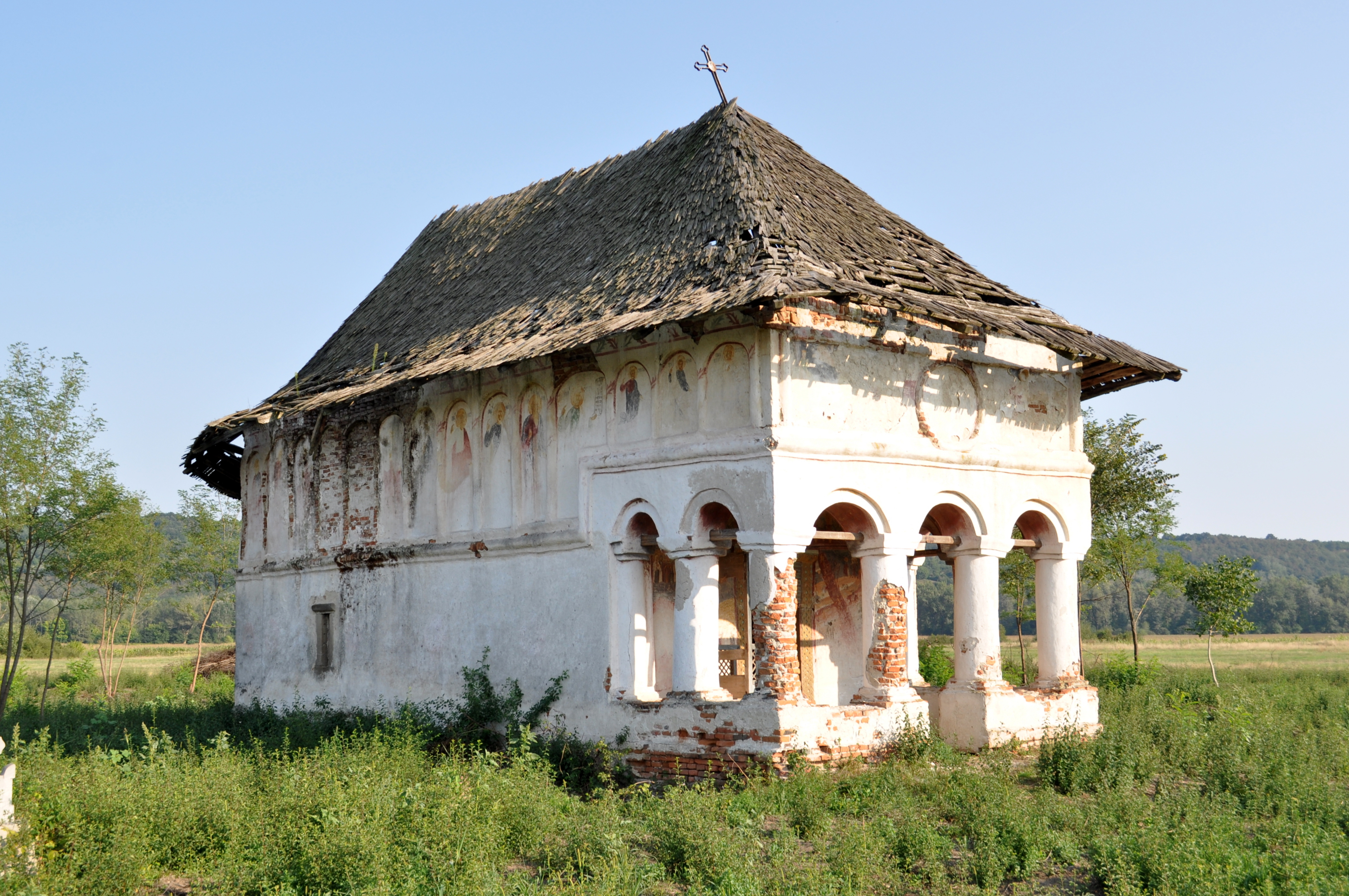
Biserica „Sf. Ioan, Sf. Nicolae și Sf. Gheorghe”, sat aparţinător Cojani (monument istoric)
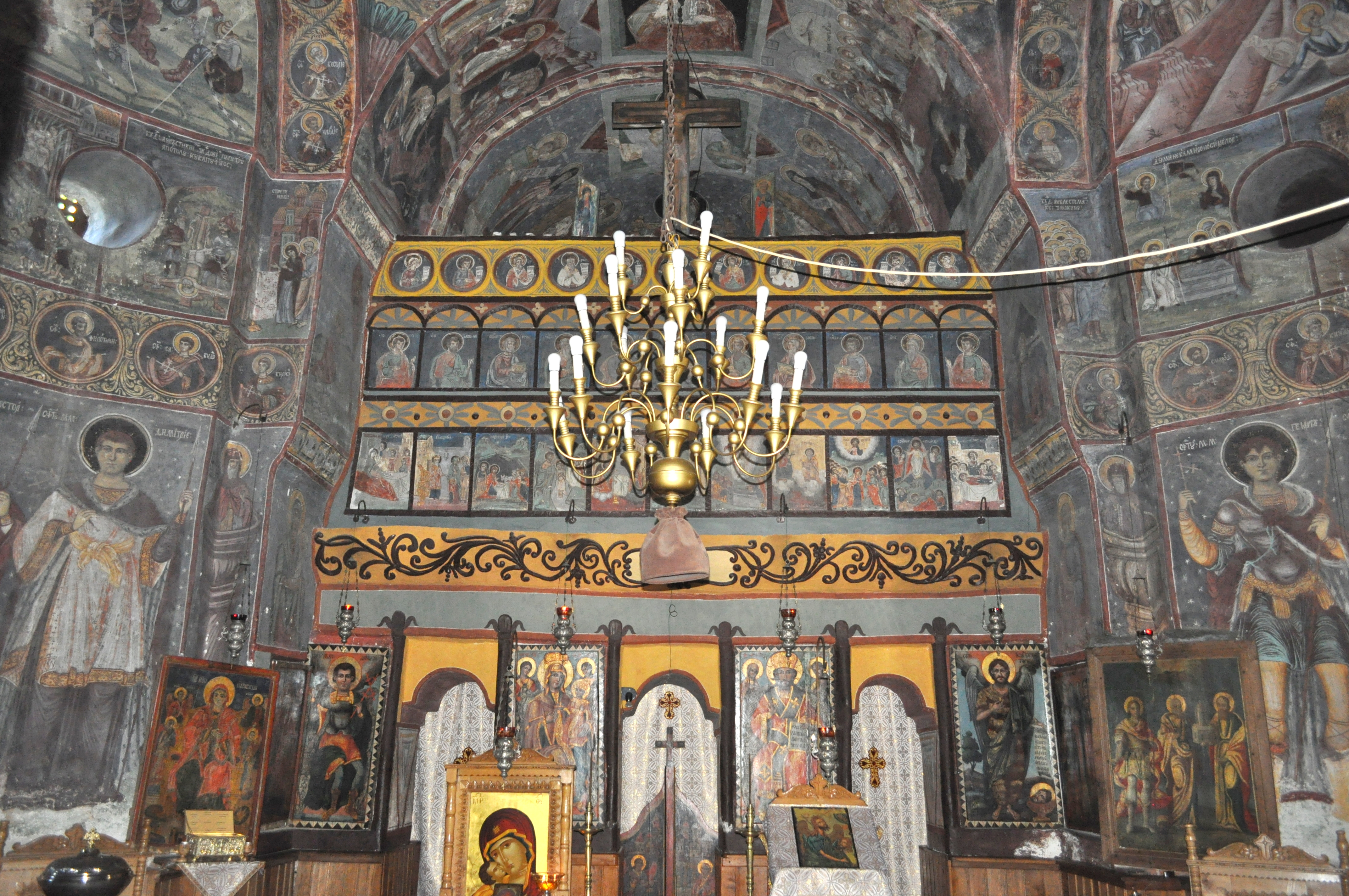
Mănăstirea „Sfântul Ioan Botezătorul” (monument istoric)
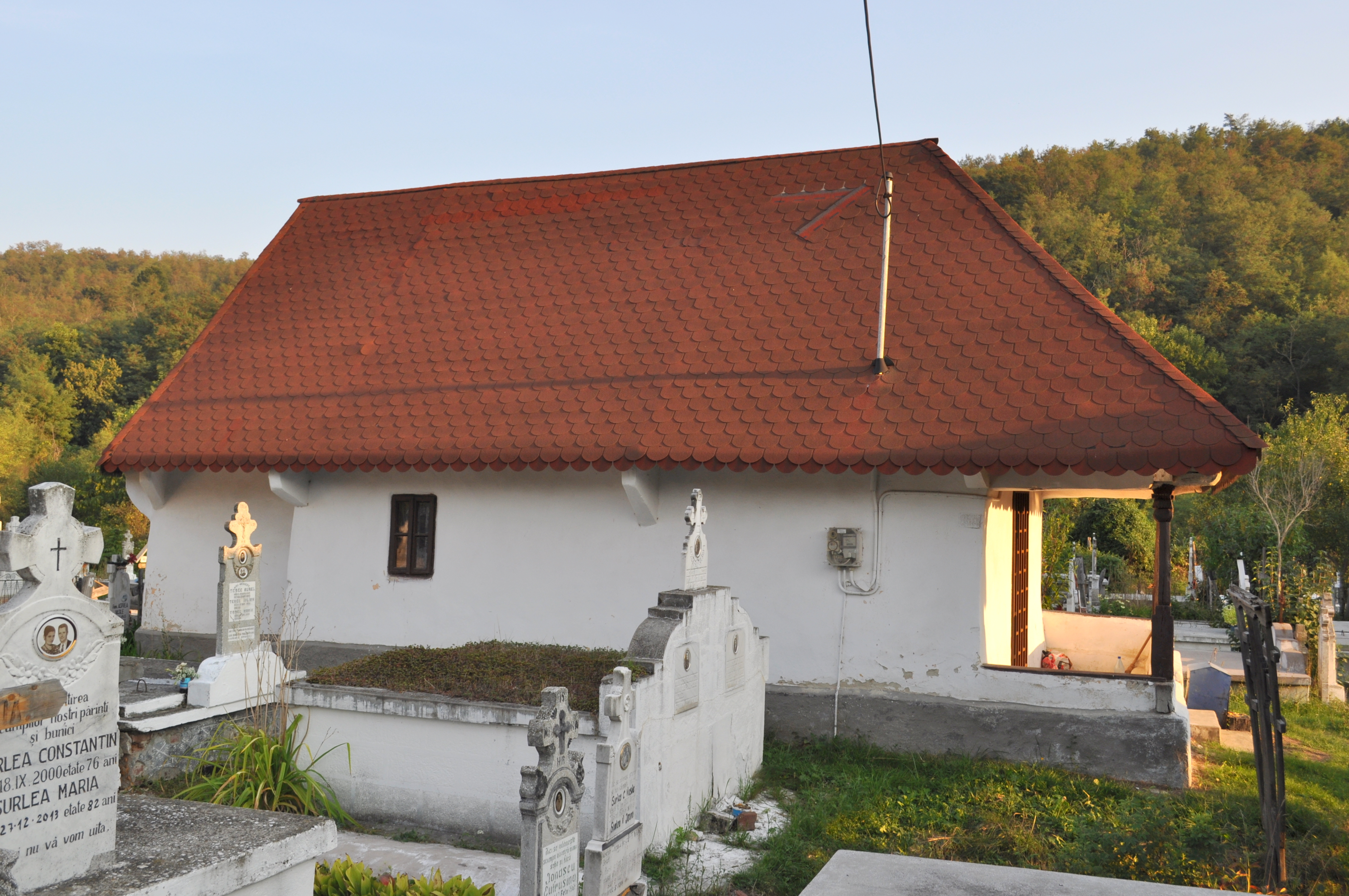
Biserica de lemn „Sf. Nicolae”, sat aparţinător Ștefănești (monument istoric)
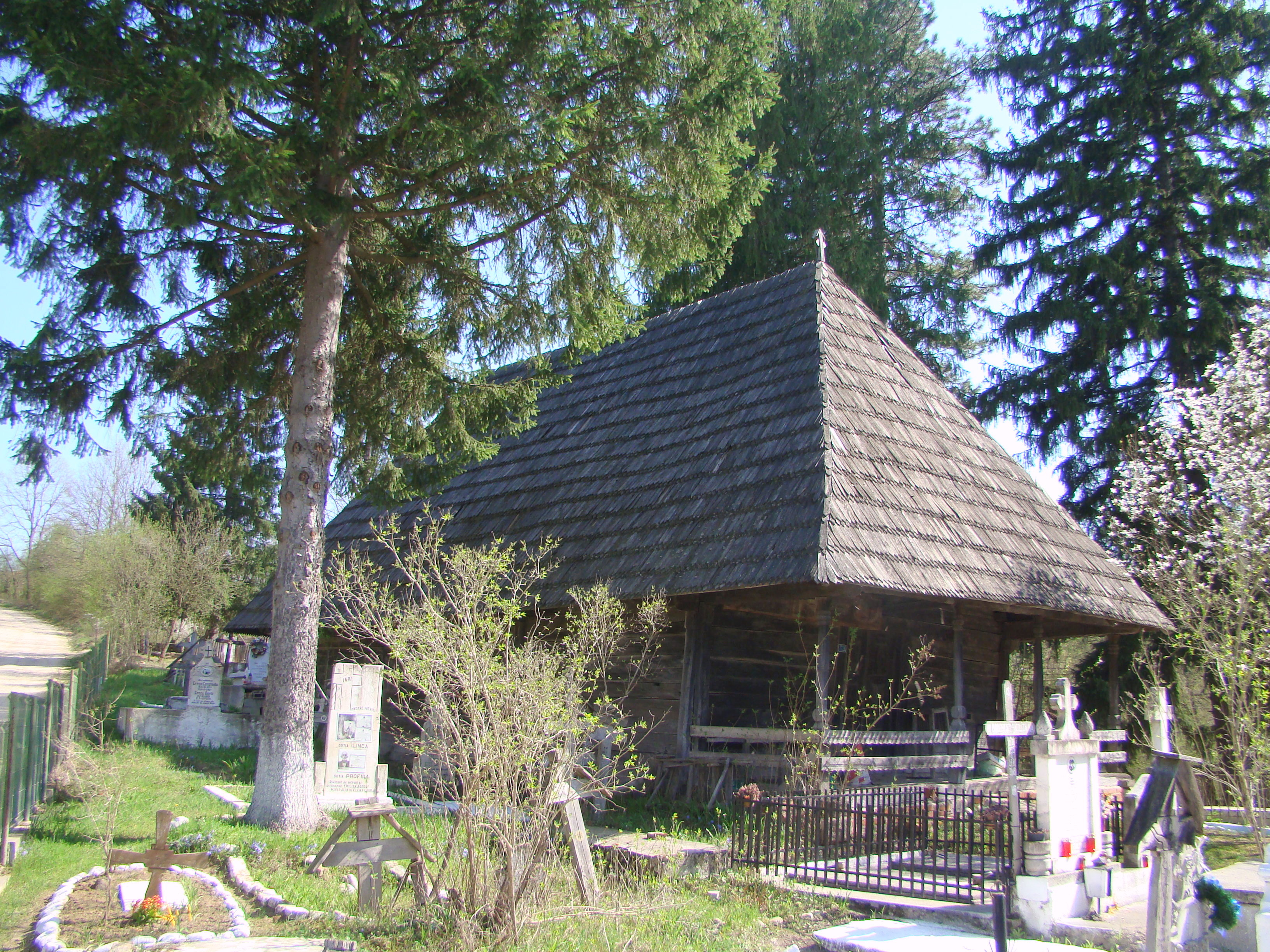
Biserica de lemn din Tupșa (monument istoric)
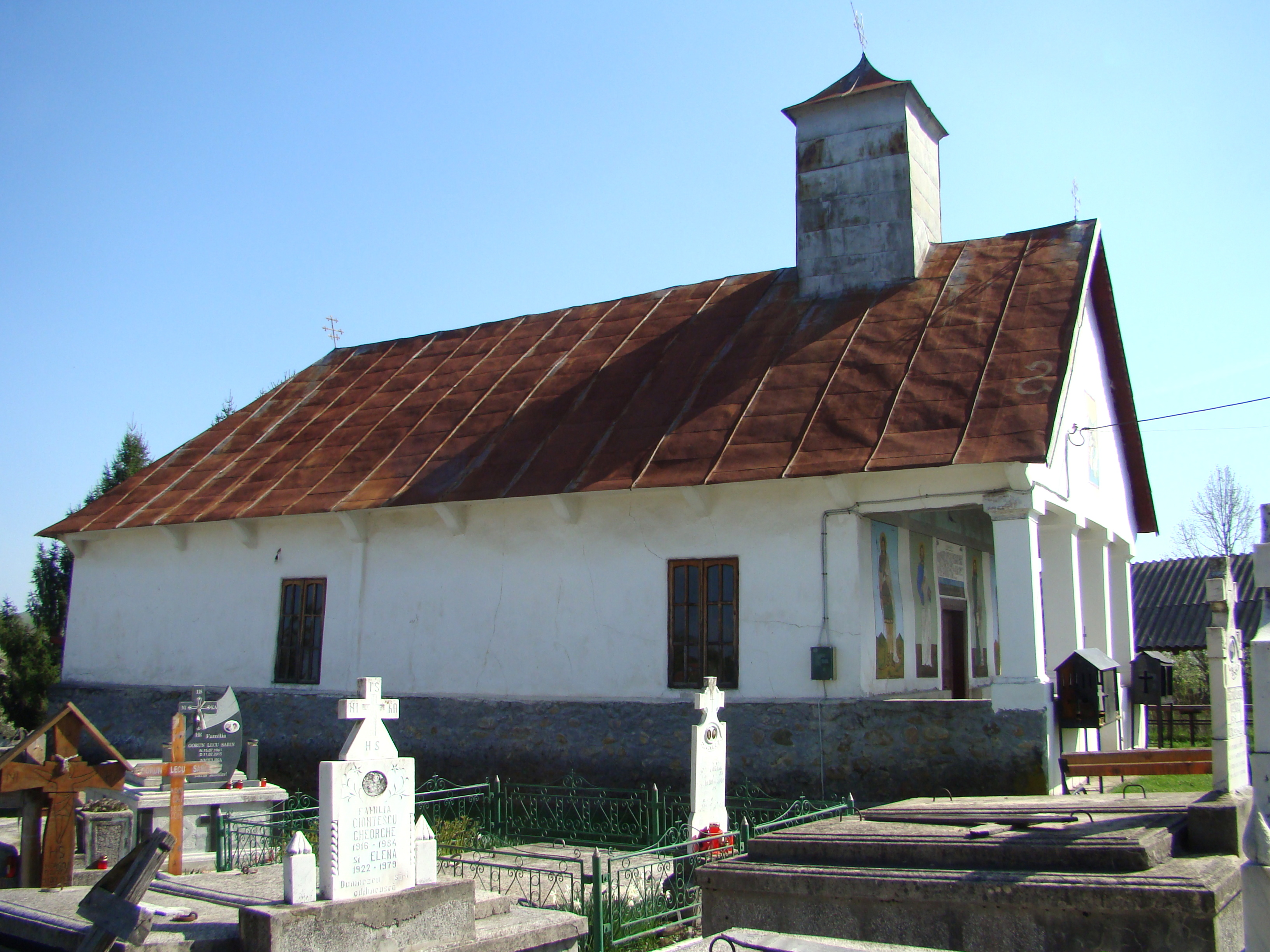
Biserica de lemn din Cărbunești-Sat
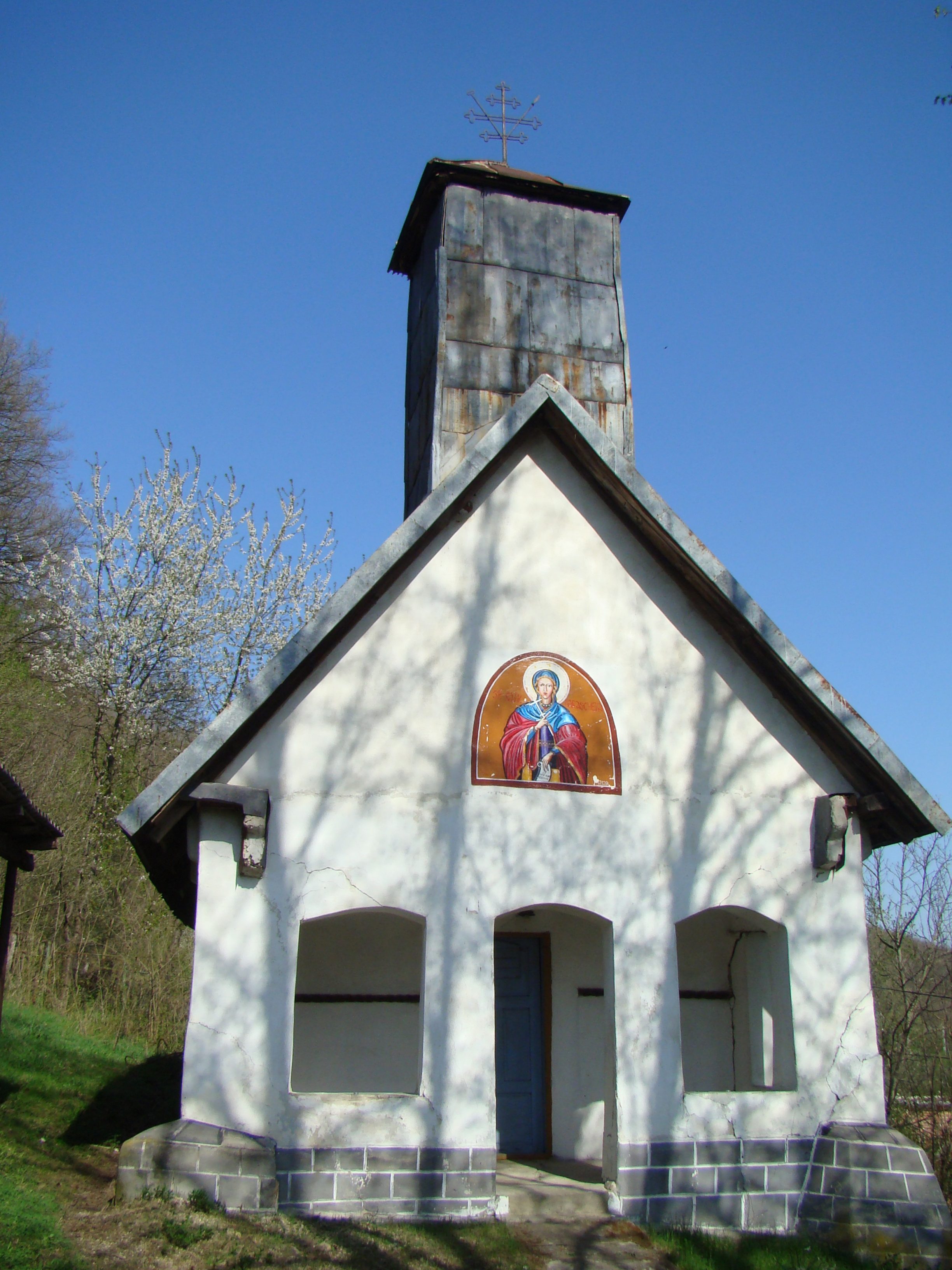
Biserica de lemn din Duțești (monument istoric)
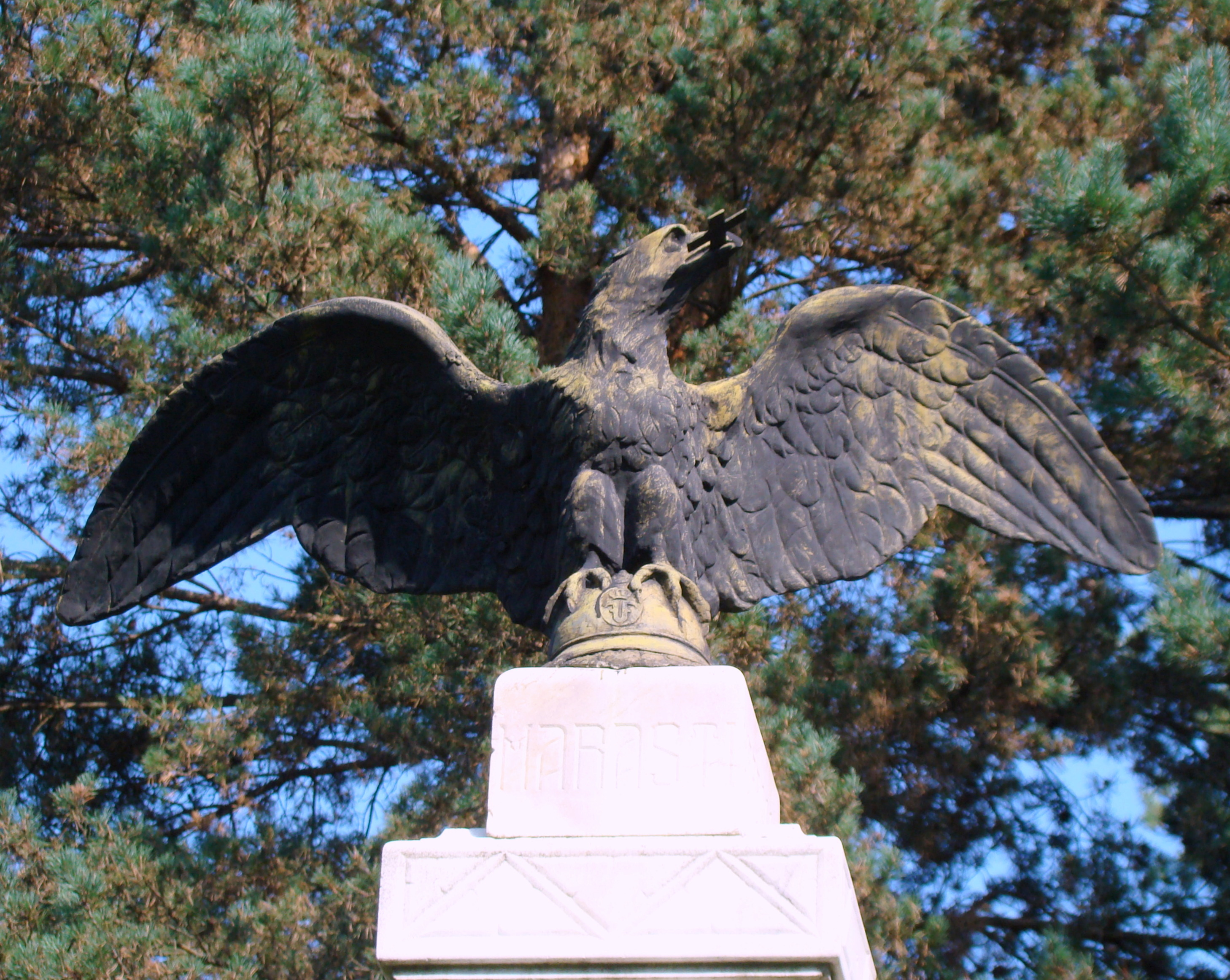
Monumentul eroilor căzuți în primul război mondial, sat Pojogeni

## Vezi și
- Mănăstirea Cămărășeasca
- Monumentul Eroilor căzuți în primul război mondial din Târgu Cărbunești
- Biserica „Sfântul Ioan, Sfântul Nicolae și Sfântul Gheorghe” din Cojani
- Biserica de lemn din Cărbunești Sat
- Biserica de lemn din Curteana
- Biserica de lemn din Duțești
- Biserica de lemn din Floreșteni
- Biserica de lemn din Pojogeni-Dealul Ocii
- Biserica de lemn din Pojogeni din Văi
- Biserica de lemn din Ștefănești, Târgu Cărbunești
- Biserica de lemn din Tupșa
- Râul Gilort (sit de importanță comunitară)